# Škoda 22TrG
Škoda 22TrG je prototyp prvního českého nízkopodlažní článkového trolejbusu Škoda 22Tr. Byl vyroben v roce 1993 v závodě v Ostrově nad Ohří společností Škoda. Konstrukčně z něj byl odvozen standardní trolejbus Škoda 21Tr a autobus Škoda 21Ab.

## Konstrukce

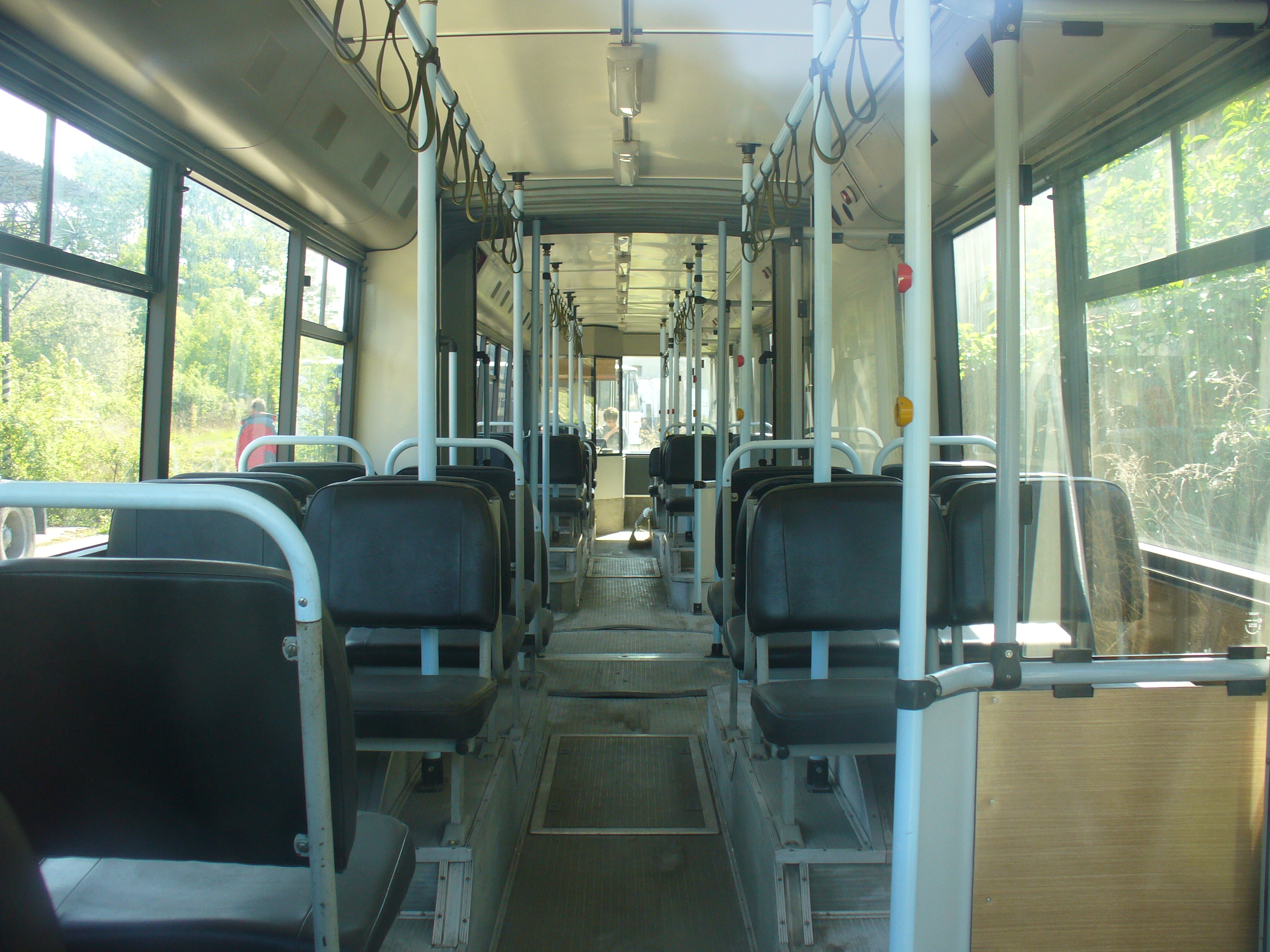
Interiér trolejbusu 22TrG

Trolejbus typu 22TrG, vyprojektovaný na počátku 90. let 20. století, měl za cíl přiblížit městskou dopravu v Česku západoevropským standardům. Nový vůz typu Škoda 22Tr znamenal pokrok v dosavadní konstrukci československých vozidel MHD a právem vzbudil ve své době značný ohlas. Design od Ing. arch. Patrika Kotase, moderní řešení karoserie, dynamické jízdní vlastnosti a úsporná elektrická výzbroj udělala z tohoto vozu vlajkovou loď ostrovského závodu. Vůz 22TrG vyrobený v roce 1993 je zároveň historicky první nízkopodlažním trolejbusem vyrobeným v ČR. Od vozu 22TrG byly následně odvozeny i vozy Škoda 21Tr, dvounápravový trolejbus, a Škoda 21Ab, dvounápravový autobus. Po tomto prototypu bylo vyrobeno ještě 12 trolejbusů typu 22Tr s odlišnou elektrickou výzbrojí.

## Provoz
Prototyp 22TrG nikdy nebyl v běžném provozu s cestujícími. Při zkouškách v letech 1994 až 1995 najezdil cca 40 000 km na tovární trati do Jáchymova a později v Ústí nad Labem. Na přelomu let 2000 a 2001 byl trolejbus odstaven v areálu Škody Trakční motory v Plzni-Doudlevcích, kde měla proběhnout přestavba, při níž měl vůz dostat pohon s asynchronními trakčními motory a pomocným dieselovým agregátem. Po rekonstrukci měly v Plzni proběhnout zkušební jízdy, nakonec k ní však nedošlo. Po závažnější poruše německé elektrické výzbroje AEG byl vzhledem k ukončení spolupráce s touto firmou přetažen zpět do výrobního závodu v Ostrově. Zde sloužil jako statický vzorek pro ověřování nových technologií používaných ve výrobě. Z vozu byla postupem času demontována téměř veškerá silová elektrická výzbroj včetně trakčních motorů a sběračů proudu. Rozebrány byly také obě hnací nápravy a na vůz vráceny pouze jako běžné. V roce 2000 nebo 2001 byl přesunut do plzeňského závodu Škody, kde měl být přestavěn na pohon s asynchronními trakčními motory a pomocným dieselagregátem, a následně měl získat typové označení 22TrACI. Tyto plány ovšem nebyly realizovány. V roce 2004 byl vůz prodán jihlavskému občanskému sdružení Za záchranu historických trolejbusů a autobusů. Následující rok byl po dohodě s Dopravním podnikem města Brna deponován ve vozovně Komín. DPMB plánoval trolejbus odkoupit, opravit a provozovat s ev. č. 3609, nakonec k tomuto kroku z důvodu velké atypičnosti vozu nedošlo. V roce 2006 byl kvůli nedostatku místa přetažen do depozitáře Technického muzea v Řečkovicích. Zřejmě v roce 2010 Technické muzeum v Brně vůz odkoupilo a roku 2012 byl rozebrán na náhradní díly. Zachován zůstal pouze skelet zadního článku.